# نیکولو ترسولدی
نیکولو ترسولدی (انگلیسی: Nicolò Tresoldi؛ زادهٔ ۲۰ اوت ۲۰۰۴) بازیکن فوتبال اهل ایتالیا است که در پُست مهاجم برای کلوب بروژ بازی می‌کند.
وی همچنین در تیم ملی جوانان آلمان و تیم ملی زیر ۲۱ سال آلمان به میدان رفته‌است.

## دوران باشگاهی
ترسولدی در کالیاری، ساردینیا زاده شد. او بعدها به همراه خانواده‌اش در گوبیو ساکن شد؛ جایی که فوتبال و تنیس را آغاز کرد، اما در نهایت تصمیم گرفت روی فوتبال تمرکز کند.
پس از آنکه به او فرصت آزمون در چند باشگاه سرشناس ایتالیایی پیشنهاد شد، در سال ۲۰۱۷ ترسولدی به همراه خانواده‌اش به هانوفر در آلمان نقل مکان کرد و به بخش جوانان هانوفر ۹۶ پیوست. او که در تیم‌های زیر ۱۷ و زیر ۱۹ سال این باشگاه عملکرد درخشانی داشت، در ۵ ژانویهٔ ۲۰۲۲ نخستین قرارداد حرفه‌ای‌اش را با این باشگاه امضا کرد که از زمان رسیدن او به سن ۱۸ سالگی رسمیت می‌یافت.
ترسولدی در پایان فصل ۲۲–۲۰۲۱ برای تیم ذخیرهٔ هانوفر به میدان رفت. او در ۱۵ ژوئیهٔ ۲۰۲۲ نخستین بازی حرفه‌ای خود را برای هانوفر ۹۶ در بوندس‌لیگا ۲ برابر کایزرسلاوترن انجام داد و در دقیقهٔ ۸۸ به جای ماکسیمیلیان بایر وارد زمین شد. این مسابقه در نهایت با شکست ۲–۱ خارج از خانه برای هانوفر به پایان رسید.
در ۷ ژوئن ۲۰۲۵، ترسولدی با امضای قراردادی تا سال ۲۰۲۹ به کلوب بروژ در بلژیک پیوست.

## دوران ملی
با توجه به تابعیت مضاعف، ترسولدی می‌تواند در مسابقات ملی برای ایتالیا، آرژانتین یا آلمان بازی کند.
در ۲۵ اکتبر ۲۰۲۲، او نخستین بازی خود را برای زیر ۱۹ سال آلمان انجام داد؛ دیداری دوستانه که با شکست ۱–۰ برابر اسپانیا همراه بود.

## زندگی شخصی
ترسولدی در ایتالیا از پدری ایتالیایی و مادری آرژانتینی زاده شد. پدرش امانوئله ترسولدی نیز بازیکن فوتبال بوده است.
او به چهار زبان ایتالیایی، آلمانی، انگلیسی و اسپانیایی مسلط است.